# 툴리오 라네세
툴리오 라네세(Tullio Lanese, 1947년 1월 10일 ~ 2025년 3월 1일)는 이탈리아 국적의 前 축구 심판이다. 이탈리아 세리에 A를 뒤흔든 칼초폴리 스캔들에 연루되어 실형 선고를 받은 범죄자이기도 하다.

## 심판 경력
툴리오 라네세는 1987~1992년까지 축구 심판으로 활동하였다. 1990년 FIFA 월드컵 주심으로도 발탁되어 C조 1차전 브라질 VS 스웨덴 경기와 E조 3차전 대한민국 VS 우루과이 경기의 주심을 맡았다. 그러나 E조 3차전 대한민국 VS 우루과이 경기에서 아래에 서술할 편파판정 논란을 일으켜 구설수에 올랐다. 훗날 이탈리아 축구 심판 협회의 협회장을 지내기도 했다.

## 편파판정 논란
1990년 FIFA 월드컵 당시 대한민국 축구 국가대표팀은 비교적 선전했던 전 대회와는 달리 준비 부족을 명백히 드러내며 1차전에서 벨기에에 졸전 끝에 0 : 2로 패배했고 2차전에서 스페인에도 1 : 3으로 패배하며 2패로 탈락 위기에 몰렸다. 16강에 가기 위해서는 반드시 3차전 상대 우루과이를 3점 차 이상으로 이기고 어떻게든 조 3위에 올라야 했다. 그래야만 조 3위 팀 간 순위 비교를 통해 16강 진출을 노려볼 수 있었기 때문이다. 그리하여 한국은 초반부터 우루과이를 향해 필사적으로 공격을 퍼부었으나 좀처럼 우루과이의 골문을 열지 못했다. 우루과이 또한 조 최약체인 한국을 상대로도 쩔쩔매는 모습을 보였다. 그런데 이 경기 주심 툴리오 라네세가 문제였다.
툴리오 라네세는 이 경기에서 시종일관 마치 우루과이인인 양 노골적으로 편파판정을 했다. 한국 선수들이 볼을 잡으면 석연찮은 이유로 계속 호각을 불어서 공격 리듬을 끊었고 그 탓에 이 경기에서 한국은 무려 40개나 되는 파울을 기록했다. 이 40개의 파울 중에서 대부분이 진짜 파울이 아닌데도 이 사람이 휘슬을 막 불어서 기록하게 된 것이다. 그 뿐만이 아니다. 0 : 0의 스코어가 이어지던 후반전에 최순호가 페널티 박스에서 결정적인 기회를 잡았지만 우루과이 수비수의 거친 태클에 쓰러졌다. 명백히 페널티킥이 주어져야 할 상황이었지만 이 심판은 모른 척했다. 그렇게 우루과이 선수들의 반칙에는 관대하면서 한국 선수들의 반칙은 칼 같이 잡아냈다. 후반 4분, 한국 수비수 윤덕여가 우루과이의 엔조 프란체스콜리에게 턱을 받히는 파울을 당했는데 이에 윤덕여가 프란체스콜리에게 보복 태클을 가했다. 두 쪽 다 파울을 했으므로 쌍방 경고가 주어져야 했음에도 불구하고 툴리오 라네세는 윤덕여에게만 경고를 주었다. 그리고 후반 25분에 윤덕여가 최인영 골키퍼와 백패스를 주고 받았는데 시간 지연을 했다는 이유로 또 경고를 주어 2회 경고로 퇴장시켰다. 시간 지연은 이기고 있는 경우에 해당하는 것인데 엉뚱하게 비기고 있는 팀 선수에게 이 규정을 적용해 퇴장시킨 것이다.
그 때문에 안 그래도 계속 불리한 판정 때문에 플레이가 위축되었던 한국 선수들은 이제 10명이 뛰어야 하는 더욱더 불리한 상황에 놓였다. 하지만 그래도 0 : 0으로 잘 버티고 있었기에 최소한 지난 대회처럼 승점 1점은 챙기고 대회를 마무리하는 것처럼 보였다. 그런데 후반 45분, 우루과이가 프리킥 찬스를 얻었고 이 때 다니엘 폰세카가 헤딩으로 결승골을 넣었다. 그러나 폰세카의 위치는 명백한 오프사이드였다. 우루과이 선수가 프리킥을 찬 시점에 폰세카는 분명히 우리 최종 수비 라인보다 앞쪽에 있었다는 걸 확인할 수 있다. 골킥이나 스로인, 코너킥 상황에서 볼을 직접적으로 받아 득점한 경우는 오프사이드에서 제외되지만 프리킥은 그렇지 않다. 상대 진영에서 프리킥을 찬 시점에서 상대편 골키퍼 포함 2번째 수비수보다 앞에 있으면 의심할 여지가 없는 오프사이드다. 그런데도 당시 선심이었던 가봉 국적의 장피델레 디람바(Jean-Fidèle Diramba)와 튀니지 국적의 네지 주이니(Neji Jouini)는 모두 고개를 돌리며 못 본 척했고 툴리오 라네세도 페널티 박스에서 다 보고 있었는데도 그냥 우루과이의 득점으로 인정했다. 이렇게 편파판정으로 우루과이의 1 : 0 승리를 안겨주면서 이 덕에 우루과이가 16강에 오르게 되었고 한국은 3전 전패로 대회를 마감하게 되었다.
이러한 툴리오 라네세의 편파판정에 당시 이탈리아가 16강 상대로 만만한 우루과이랑 만나려고 억지로 우루과이의 승리를 안겨주었다는 음모론이 있다. 하필 이 경기 심판이 이탈리아인이라 더욱 그런 음모론이 잘 먹혔다. 만약, 이 때 우루과이가 한국을 이기지 못했으면 오스트리아가 16강에 가게 되고 이탈리아의 대진 상대는 콜롬비아가 되었을 것인데 이 당시 콜롬비아의 전력은 우루과이보다 훨씬 더 막강하다는 평을 받았었다. 실제로 이 때 콜롬비아는 약체 한국을 상대로도 비실거리다 심판의 편파판정 덕에 겨우 1 : 0으로 이긴 우루과이와 달리 이 대회 우승팀인 서독과 무승부를 기록할 정도로 선전하기도 했다.

## 칼초폴리 스캔들에 연루
툴리오 라네세는 이탈리아 축구 리그 세리에 A의 위상을 바닥까지 추락시킨 이른바 칼초폴리 스캔들에 깊숙이 연루되어 있었던 것으로 드러났다. 그는 당시 이탈리아 축구 심판 협회장으로 재직 중이었는데 이 사건으로 인해 회장직에서 물러나야 한 건 물론이고 징역 2년형을 선고받았으며 축구계에서 2년 6개월 동안 퇴출되는 중징계를 받았다.

## 같이 보기
- 데이비드 소차
- 오라시오 엘리손도
- 호엘 아길라르
- 마크 가이거